# Christian Greber
Christian Greber (ur. 8 lutego 1972 w Mellau) – austriacki narciarz alpejski. Najlepsze wyniki w Pucharze Świata osiągnął w sezonie 2001/2002, kiedy to zajął 16. miejsce w klasyfikacji generalnej. Nie startował na żadnych mistrzostwach świata w narciarstwie alpejskim. Na Igrzyskach w Salt Lake City zajął 6. miejsce w biegu zjazdowym.

## Sukcesy

### Puchar Świata

#### Miejsca w klasyfikacji generalnej
- 1994/1995 – 53.
- 1995/1996 – 90.
- 1997/1998 – 47.
- 1998/1999 – 70.
- 1999/2000 – 39.
- 2000/2001 – 75.
- 2001/2002 – 16.

#### Miejsca na podium
1. Whistler – 26 lutego 1995 (supergigant) – 3. miejsce
2. Bormio – 15 marca 2000 (zjazd) – 3. miejsce
3. Bormio – 28 grudnia 2001 (zjazd) – 1. miejsce